# Phare de Hópsnes
Le phare de Hópsnes (en islandais : Hópsnesviti) est situé au sud de la Reykjanesskagi, près de Grindavík, dans la région de Suðurnes.